# Khosrov bey Sultanov
Khosrov bey Sultanov (en azéri : Xosrov bəy Paşa bəy oğlu Sultanov, né le 10 mai 1879 dans le village de Gurdhadji du district de Zanguezur de la province d'Elizavetpol) est un homme d’État azéri.

## Biographie
Khosrov bey Sultanov est né dans une des familles les plus nobles et riches de la région.
Après avoir été diplômé du gymnase Elizavetpol (Gandja), il entre à la faculté de médecine de l'Université d'Odessa. Après avoir obtenu son diplôme, Khosrov bey travaille comme médecin .

## Activité politique
En 1917, Khosrov bey rejoint le parti dirigeant du mouvement démocratique national azerbaïdjanais – Musavat. Son charisme personnel et son courage politique en font bientôt l'une des figures les plus influentes du parti. Cela se refléte dans l'élection de Sultanov à l'Assemblée constituante panrusse dans la circonscription transcaucasienne sur la liste du Comité national musulman et du parti Musavat.
Lors de la formation de la Fédération transcaucasienne au début de 1918, Khosrov bey Sultanov, avec d'autres hommes politiques azerbaïdjanais de premier plan, défend les intérêts du peuple azerbaïdjanais dans le Seim transcaucasien.
Dans le gouvernement de Khoysky, Khosrov bey Sultanov pris le poste de ministre de l'Agriculture et des biens de l'État.
Le 15 janvier 1919, le gouvernement azerbaïdjanais décide de créer le gouvernement général du Karabakh, sous la juridiction duquel passent les districts de Zangezur, Choucha, Djavanshir et Jabrayil de la province de Gandja. Khosrov bey Sultanov en est nommé gouverneur général.
Après l'instauration du pouvoir soviétique en Azerbaïdjan, Khosrov bey Sultanov, est nommé président du Comité révolutionnaire de Choucha.

## Accusation
Plus tard Khosrov bey est accusé d'avoir des liens avec les Musavatists et est arrêté. Bientôt libéré, il se rend compte de l'impossibilité de continuer son séjour en Azerbaïdjan soviétique.
En 1923, Khosrov bey Sultanov quitte son pays pour toujours. La période d'émigration de sa vie commence. Il vit en Turquie, en Iran, en France et en Allemagne, où il travaille comme professeur à l'Université de médecine. En 1926, vivant en France, Khosrov bey devient l'un des fondateurs de la revue "Prométhée", publiée par les organisations d'émigrés des peuples du Caucase et d'Ukraine. En 1936, Khosrov bey Sultanov s'installe en Turquie.